# Free Acres
Free Acres es un área no incorporada ubicada en el condado de Union en el estado estadounidense de Nueva Jersey.

## Geografía
Free Acres se encuentra ubicada en las coordenadas 40°39′38″N 74°26′38″O / 40.66056, -74.44389.